# Chlorizeina
Chlorizeina is een geslacht van rechtvleugeligen uit de familie Pyrgomorphidae. De wetenschappelijke naam van dit geslacht is voor het eerst geldig gepubliceerd in 1893 door Brunner von Wattenwyl.

## Soorten
Het geslacht Chlorizeina omvat de volgende soorten:
- Chlorizeina feae Kevan, 1969
- Chlorizeina togulata Rehn, 1951
- Chlorizeina unicolor Brunner von Wattenwyl, 1893